# Magnus Hedman
Magnus Hedman (ur. 19 marca 1973 roku w Huddinge) – szwedzki piłkarz, w latach 1998–2002 był pierwszym bramkarzem reprezentacji Szwecji.

## Kariera piłkarska

### Kluby
Jest wychowankiem AIK Sztokholm, w którego barwach grał przez siedem lat. W 1997 roku został kupiony przez angielski Coventry City, gdzie szybko udowodnił, że jest jednym z najlepszych młodych bramkarzy Europy. W rundzie wiosennej sezonu 2000-01 stracił miejsce w składzie na rzecz Chrisa Kirklanda. Wówczas też Coventry spadło z Premiership. Po roku występów w pierwszej lidze angielskiej został sprzedany do Celticu.
W szkockim klubie od początku musiał borykać się z dużymi problemami. Najpierw przez kilka miesięcy był poważnie kontuzjowany, a kiedy już powrócić do pełni zdrowia mecze oglądał najczęściej z ławki rezerwowych. Trener Martin O'Neill bardziej ufał Robertowi Douglasowi i młodemu Davidowi Marshallowi.
W 2004 roku został wypożyczony do włoskiej Ancony Calcio i, zdaje się, dzięki temu, że wreszcie zaczął grać znalazł się w kadrze (jako zmiennik Isakssona) na Mistrzostwa Europy.
Po tym turnieju powrócił do Szkocji, ale sezon 2004-05 spędził na leczeniu kontuzji. Po jego zakończeniu niespodziewanie, w wieku trzydziestu dwu lat, ogłosił zakończenie kariery sportowej.
13 listopada 2006 podpisał kontrakt z Chelsea, zarząd klubu zdecydował się na ten niespodziewany transfer po tym jak kontuzji w meczu z Reading doznali dwaj bramkarze Chelsea Petr Cech oraz Carlo Cudicini. 35-letni zawodnik pełnił w tym klubie funkcję czwartego bramkarza.

### Reprezentacja
W reprezentacji narodowej zadebiutował 9 lutego 1997 roku w meczu z Rumunią, chociaż już trzy lata wcześniej 21-letni Hedman pojechał (jako trzeci bramkarz) na Mistrzostwa Świata, gdzie razem z drużyną wywalczył wówczas III miejsce.
Kiedy w drugiej połowie 1997 roku z reprezentacją żegnał się Thomas Ravelli nowy selekcjoner Tomas Söderberg bluzę z numerem jeden powierzył właśnie Hedmanowi, który w pierwszych dwudziestu meczach w kadrze ani razu nie przegrał. W przeciwieństwie do Ravellego nie grał efektownie; był spokojny i opanowany i interweniował tylko wtedy, gdy było to konieczne. Z reprezentacją wystąpił na Euro 2000 i Mundialu 2002. Na obu turniejach Szwecja zaprezentowała się poniżej oczekiwań (na Mistrzostwach Świata mimo iż wyprzedziła w grupie Anglię, Argentynę i Nigerię, to w drugiej rundzie uległa Senegalowi).
Po światowym czempionacie selekcjonerzy reprezentacji większym zaufaniem obdarzali młodego Andreasa Isakssona. Hedman, głównie przez problemy w klubie, stracił miejsce w kadrze. Na Euro 2004, podobnie jak dziesięć lat wcześniej na Mistrzostwa Świata, jechał jako rezerwowy. Po tym turnieju nie został już więcej powoływany do reprezentacji, w której wystąpił 58 razy.

## Sukcesy piłkarskie
- mistrzostwo Szwecji 1992 oraz Puchar Szwecji 1996 i 1997 z AIK
- finał Pucharu UEFA 2002-03 z Celtikiem (jako rezerwowy)

W reprezentacji Szwecji od 1997 do 2004 roku rozegrał 58 meczów – uczestnik finałów Mistrzostw Świata 2002 (1/8 finału) oraz Euro 2000 (runda grupowa). Był w kadrze na Mundial 1994 i Euro 2004, ale nie zagrał w tych turniejach ani minuty.